# 根野村
根野村（ねのむら）は、広島県高田郡にあった村。現在の安芸高田市の一部にあたる。

## 地理
- 河川：簸ノ川、根ノ谷川[1]

## 歴史
- 1889年（明治22年）4月1日、町村制の施行により、高田郡上根村、下根村、向山村が合併して村制施行し、根野村が発足[1][2]。
- 1945年（昭和20年）広島・呉方面の防衛のため海軍飛行場が急遽建設されたがほとんど利用されなかった[1]。
- 1955年（昭和30年）3月31日、高田郡刈田村と合併し、八千代村を新設して廃止された[1][2]。

### 地名の由来
古の禰村による。

## 産業
- 農業